# Анна фон Папенхайм
Анна фон Папенхайм, родена Анна фон Винебург-Байлщайн (на немски: Anna von Pappenheim; Anna von Winneburg-Beilstein; * 1570; † 30 септември 1635, Меминген) е благородничка от господството Винебург и Байлщайн и чрез женитба маршалка на Папенхайм в Бавария.

## Биография
Тя е дъщеря на фрайхер Филип II фон Винебург-Байлщайн († 1600) и съпругата му Юта фон Сайн-Витгенщайн († 1612), дъщеря на граф Вилхелм I фон Сайн-Витгенщайн († 1570) и Йоханета фон Изенбург-Ноймаген († 1563).
Анна се омъжва пр. 1560 г. за маршал Филип фон Папенхайм (* 14 декември 1542; † 13 ноември 1619), вдовец на Урсула фон Елербах, най-малкият син на маршал Волфганг I фон Папенхайм († 1558) и съпругата му Магдалена/Маргарета фон Рот († 1555). Бракът е бездетен.
През 1563 г. Филип фон Папенхайм строи с тримата си братя Конрад († 1603), Волфганг II († 1585) и Кристоф III († 1569) долния дворец в Грьоненбах. Той въвежда реформацията в Грьоненбах. След неговата смърт през 1619 г. Анна провежда реформацията, както той е искал.
Анна живее в Долния дворец в Грьоненбах и прибира там през 1625 г. калвинистическия предикант Адолф Лангханс, за да упражнява там калвинистическия ексерцизъм.
За свой наследник Филип определя племенника си Волфганг Кристоф († 22 август 1635), който умира бездетен и завещава собствеността си на Максимилиан фон Папенхайм.
Анна фон Папенхайм умира на 30 септември 1635 г. от чума в Меминген. Нейният труп е закаран на 4 октомври 1635 г. от Меминген в Грьоненбах и е погребана в гробницата на манастирската църква „Св. Филип и Якоб“. Ползването на манастирската църква от реформираните обаче е забранено през 1635 г. и тя е извадена. След една седмица Анна е погребана отново през нощта на 10 октомври 1635 г.